# Saint-Jouin-Bruneval
Saint-Jouin-Bruneval é uma comuna francesa na região administrativa da Normandia, no departamento de Sena Marítimo. Estende-se por uma área de 18,91 km². Em 2010 a comuna tinha 1 896 habitantes (densidade: 100,3 hab./km²).